# Juni 1978
Portal Geschichte | Portal Biografien | Aktuelle Ereignisse | Jahreskalender | Tagesartikel

◄ |
19. Jahrhundert |
20. Jahrhundert
| 21. Jahrhundert

◄ |
1940er |
1950er |
1960er |
1970er
| 1980er | 1990er | 2000er | ►

◄ |
1974 |
1975 |
1976 |
1977 |
1978
| 1979 | 1980 | 1981 | 1982 | ►

◄ |
März 1978 |
April 1978 |
Mai 1978 |
Juni 1978 |
Juli 1978 |
August 1978 |
September 1978 |
►
Dieser Artikel behandelt aktuelle Nachrichten und Ereignisse im Juni 1978.

## Tagesgeschehen

### Donnerstag, 1. Juni 1978

Logo der Fußball-WM

- Buenos Aires/Argentinien: Das Eröffnungsspiel der 11. Fußball-Weltmeisterschaft zwischen Deutschland und Polen endet 0:0.[1]

### Sonntag, 4. Juni 1978

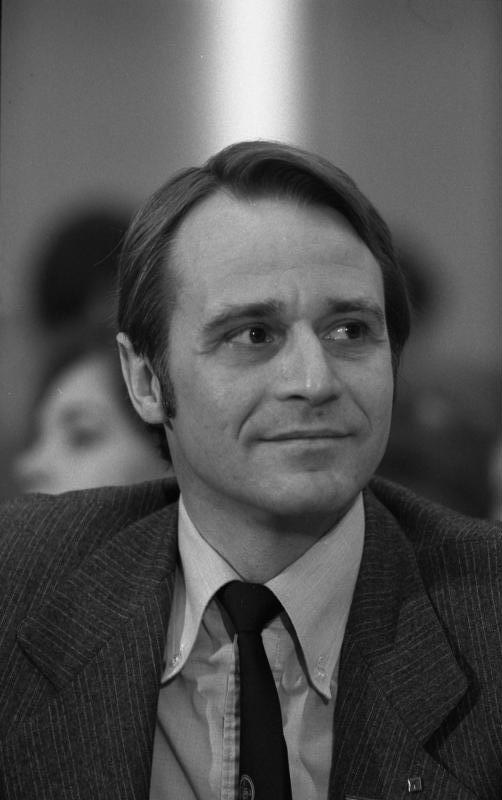
Hans-Ulrich Klose

- Bern/Schweiz: Der Servette FC Genève gewinnt das Final-Wiederholungsspiel im Schweizer Cup der Fussballer mit 1:0 gegen den Grasshopper Club Zürich.[2]
- Hamburg/Deutschland: Bei der Bürgerschaftswahl scheitert die mitregierende FDP an der 5-%-Hürde. Die SPD mit dem Ersten Bürgermeister Hans-Ulrich Klose an der Spitze legt gegenüber 1974 um 6,5 % zu und erreicht die absolute Mehrheit. Auf die CDU entfallen, bei leichten Verlusten, 37,6 % der Wählerstimmen. Die Umwelt-Parteien Bunte Liste – Wehrt euch und Grüne Liste Umweltschutz schaffen nicht den Sprung in die Bürgerschaft.[3]
- Hannover/Deutschland: Aus der Landtagswahl in Niedersachsen geht Ministerpräsident Ernst Albrecht (CDU) erstmals durch eine allgemeine Wahl als politische Führungsperson des Landes hervor, nachdem er 1976 in geheimer Parlamentswahl mit Hilfe von Abweichlern aus SPD oder FDP zum Regierungschef gewählt wurde. Die CDU erhält 48,7 % und kann allein regieren, da nur ihr Wahlergebnis und das der SPD über der Sperrklausel liegen.[4]
- New York/Vereinigte Staaten: Bei der 32. Verleihung des Tony Awards werden Jessica Tandy und Barnard Hughes jeweils für die beste Leistung in einer Hauptrolle in einem Theaterstück ausgezeichnet.[5]

### Dienstag, 6. Juni 1978
- Bremen/Deutschland: Auf dem von der Daimler-Benz AG umgebauten Gelände der wegen Insolvenz aufgelösten Borgward-Unternehmensgruppe verlassen die ersten 100 Automobile vom Modell T der Reihe 123 das Werk. Sie sind die ersten Mercedes-Benz-Pkw, die nicht in Stuttgart oder in Sindelfingen gefertigt wurden, und zugleich die ersten serienmäßigen Kombinationskraftwagen der Marke.[6]

### Donnerstag, 15. Juni 1978
- Filton/Vereinigtes Königreich: Der Vorstandsvorsitzende des Rüstungsunternehmens British Aerospace Frank Beswick und das diktatorisch regierende Staatsoberhaupt Rumäniens Nicolae Ceaușescu präsentieren einen Vertrag für den Lizenzbau des britischen Verkehrsflugzeugs BAC 1-11 in Rumänien. Ceaușescu setzt wirtschaftspolitisch auf den Export von Industriegütern, um die heimische Versorgungskrise zu entschärfen.[7]

### Samstag, 17. Juni 1978
- Washington, D.C./Vereinigte Staaten: Der Franzose Jacques de Larosière löst als neuer geschäftsführender Direktor den Niederländer Johan Witteveen  an der Spitzenposition des Internationalen Währungsfonds ab.[8]

### Mittwoch, 21. Juni 1978
- Córdoba/Argentinien: In der Zwischenrunde der Fußball-Weltmeisterschaft 1978 findet eine Begegnung statt, die als „Schmach von Córdoba“ (deutsche Perspektive) und als „Wunder von Córdoba“ (österreichische Perspektive) bezeichnet wird. Weltmeister Deutschland unterliegt Österreich 2:3 und beide Teams scheiden aus dem Turnier aus. Die Zuhörer des Österreichischen Rundfunks erfahren von Live-Reporter Edi Finger: „I wer' narrisch! Krankl schießt ein − 3:2 für Österreich!“[9]

### Sonntag, 25. Juni 1978

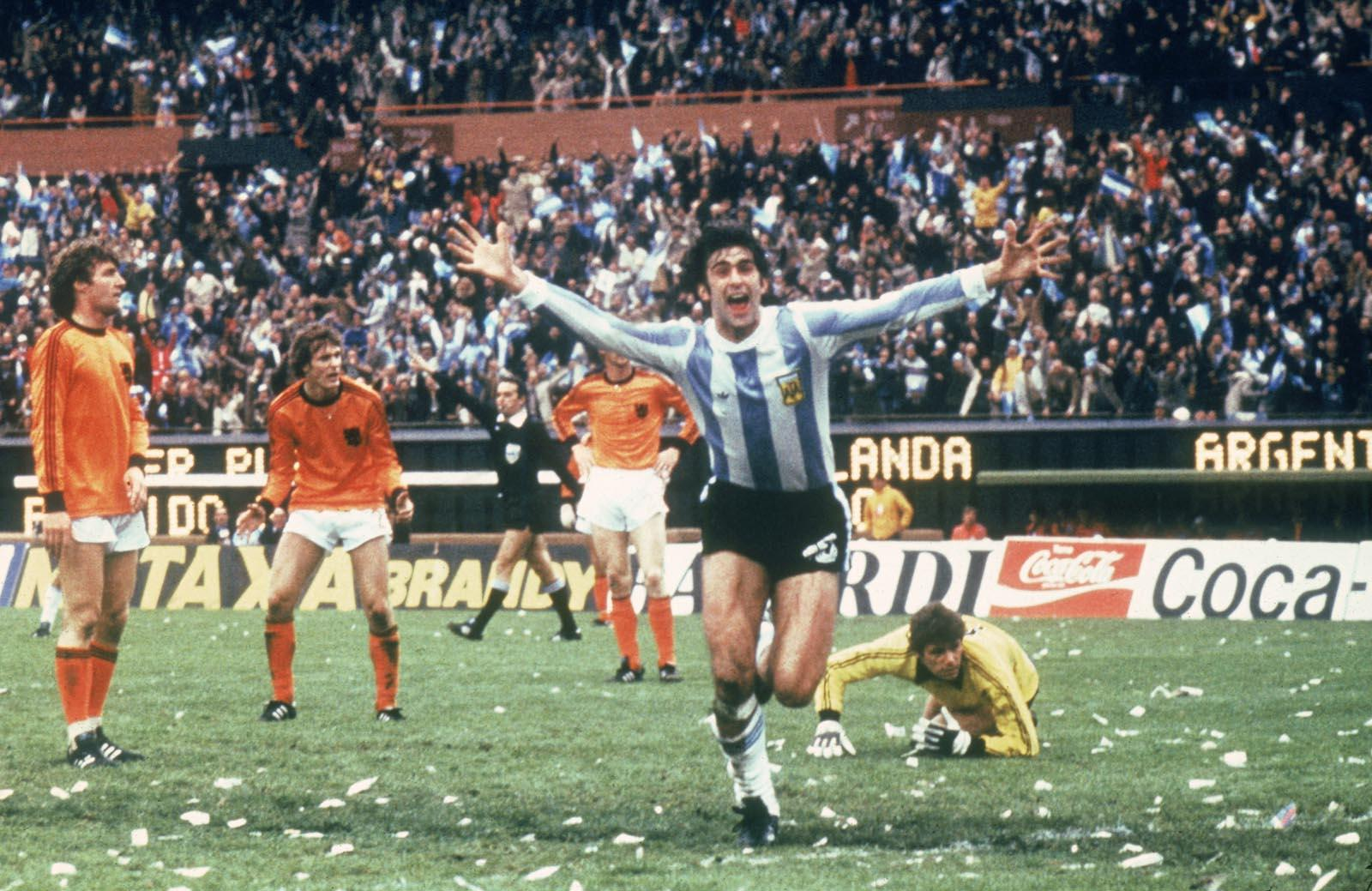
Finale der Fußball-WM

- Buenos Aires/Argentinien: Im Finale der 11. Fußball-Weltmeisterschaft gewinnt Gastgeber Argentinien im Estadio Monumental mit 3:1 nach Verlängerung gegen die favorisierten Niederlande und wird zum ersten Mal Weltmeister. Für die Oranjes um Johan Cruyff ist es das zweite verlorene Endspiel bei einer Fußball-WM in den 1970er Jahren. Kritik gibt es nach wie vor an der Entscheidung der FIFA, das Turnier in einem diktatorisch regierten Land auszutragen.[10]

### Montag, 26. Juni 1978

Regenbogenfahne

- San Francisco/Vereinigte Staaten: Für die diesjährige Parade zur Feier des selbstbestimmten Lebens Homosexueller entwirft Gilbert Baker ein Symbol, das den rosa Stern als ikonisches Zeichen der Bewegung ablösen soll. Er näht inspiriert von dem Lied Over the Rainbow die ersten Regenbogenfahnen.[11]

### Dienstag, 27. Juni 1978

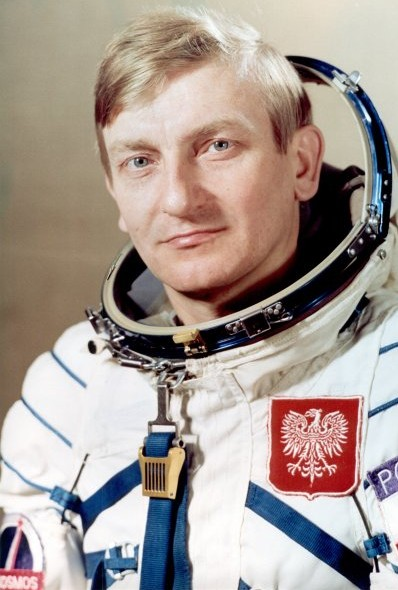
Mirosław Hermaszewski

- Klagenfurt/Österreich: Der deutsche Schriftsteller Ulrich Plenzdorf gewinnt mit dem Text kein runter kein fern über einen problembehafteten zehnjährigen Ost-Berliner den Ingeborg-Bachmann-Preis 1978. Die diesjährige zweite Ausgabe der Verleihung wird als „erste Krise“ beschrieben, da die favorisierte Hannelies Taschau ohne Preis bleibt.[12]
- Leninsk/Sowjetunion: Mirosław Hermaszewski startet als erster Pole ins Weltall und ist damit der zweite Raumfahrer, der nicht aus der Sowjetunion oder den Vereinigten Staaten kommt.[13]

### Mittwoch, 28. Juni 1978
- Hannover/Deutschland: Der Niedersächsische Landtag bestätigt Ministerpräsident Ernst Albrecht (CDU) zum zweiten Mal in seinem Amt als Regierungschef.[14]
- Straßburg/Frankreich: Das Europäische Übereinkommen zur Überwachung des grenzüberschreitenden Schusswaffenhandels wird zur Ratifizierung ausgelegt. Es steht allen Ländern offen und verpflichtet die teilnehmenden Staaten dazu, Informationen über privatrechtliche Schusswaffenverkäufe auszutauschen.[15]

### Freitag, 30. Juni 1978
- Berlin/Deutschland: Bei der Verleihung des Deutschen Filmpreises wird Die gläserne Zelle von Regisseur Hans W. Geißendörfer mit dem Filmband in Gold ausgezeichnet.[16]

## Weblinks

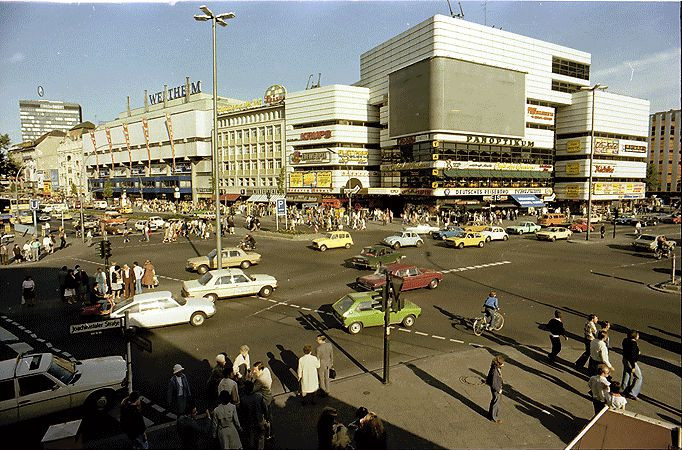
Berlin im Juni 1978